# Bourges 18
El Bourges 18 fue un equipo de fútbol de Francia. En 2021, una fusión con Bourges Foot creó el nuevo club Bourges Foot 18.

## Historia
Fue fundado en el año 2008 en la ciudad de Bourges luego de la fusión de los equipos Bourges Football y Bourges Asnières 18, siendo el Bourges Football un equipo que participó en once temporadas en la Ligue 2 entre 1970 y 1994 y que se fusionó para evitar la bancarrota por tercera ocasión.
En su primera temporada logra el ascenso al Championnat de France Amateur 2, y tras 10 años en la quinta división consigue el ascenso al Championnat National 2 luego de que al Tours FC le fuese negado el ascenso por orden administrativa.

## Palmarés
- División de Honor Centro: 1

2009
- Copa del Centro: 2

2013, 2014
- Copa de Cher: 1

2011

## Presidentes
- Marc Butet (2008-2010)
- Thierry Pronko (2010-2013)
- Jean-Marie Apert (2013-2015)
- Olivier Rigolet (2015-)

## Entrenadores
- Stephane Drici (2008-2011)
- Laurent Di Bernando (2011-2014)
- Sebastien Dubroca (2014-2017)
- Youcef Benghourieb (2017-)